# 김창수 (1902년)
김창수(1902년 2월 28일~1981년 7월 28일)는 대한민국의 정치인이다. 제3대 국회의원을 지냈다.

## 역대 선거 결과
|  | 7.35% |

|  | 28.03% |

|  | 45.75% |